# Droga I/8 (Czechy)
Droga I/8 (cz. Silnice I/8) – droga krajowa I kategorii w Czechach. Składa się z dwóch odcinków – na terenie Pragi oraz w kraju usteckim. Trasa łączy centrum Pragi z autostradą D8 oraz Litomierzyce przez Cieplice z Niemcami. Dawniej biegła śladem obecnej drogi 608 na południe od Litomierzyc aż do Pragi, jednak po zbudowaniu autostrady D8 trasa została skrócona do obecnego przebiegu. Na odcinku Lovosice – węzeł z drogą krajową nr 63 stanowi fragment trasy E55.
W starym systemie numeracji tras europejskich, obowiązującym do połowy lat 80., pokrywała się z przebiegiem arterii E15 Hamburg – Praga – Bratysława.